# Conarete indorensis
Conarete indorensis är en tvåvingeart som beskrevs av Grover 1970. Conarete indorensis ingår i släktet Conarete och familjen gallmyggor. Inga underarter finns listade i Catalogue of Life.